# Kloostergare
Kloostergare is een voormalig gehucht in de voormalige gemeente Beerta in de huidige gemeente Oldambt in de Nederlandse provincie Groningen. 
Het plaatsje lag aan een doodlopende weg vanuit Beerta via Zandhoogte, ten noordoosten van Winschoterzijl en ten noordwesten van Draaijerij in de polder De Buitenlanden. Het gehucht omvatte slechts een boerderij; het voormalige voorwerk boerderij Kloostergare van het Klooster Heiligerlee. Bij het voorwerk hoorde ongeveer 90 hectare grond. In 1797 werd er een nieuwe boerderij gebouwd, waarbij in de 20e eeuw 40 hectare grond behoorde. Na vertrek van de laatste eigenaren rond 1975 werd de boerderij voorbestemd om te worden gesloopt. Dit omdat het hele gebied werd herverkaveld. De boerderij werd echter gered doordat het Nederlands Openluchtmuseum uit Arnhem de boerderij wilde overnemen en wilde verplaatsen naar het museum. Tussen ongeveer 1977 en 1981 werd de boerderij daarop steen voor steen afgebroken en heropgebouwd in het museum. De plek van de boerderij en het pad ernaartoe werden daarop geëgaliseerd, waardoor de plek van het gehucht nu niet meer terug te zien is in het landschap.
Na een brand in 1995 werd de boerderij in het museum nogmaals herbouwd.
Stad: Winschoten

Dorpen: Bad Nieuweschans · Beerta · Blauwestad · Drieborg · Eexta · Finsterwolde · Heiligerlee · Midwolda · Nieuw-Beerta · Nieuwolda · Nieuw-Scheemda · Oostwold · Scheemda · 't Waar · Westerlee

Buurtschappen (en voormalige buurtschappen): Beersterhoogen · Bellingwolderzijl · Bikkershorn · Booneschans · Bovenburen · Bovenstreek (Westerlee) · Bovenstreek (Winschoten) · De Kamp · De Dellen · Eextahaven · Egypterdijk · Ekamp · Finsterwolderhamrik · Ganzedijk · De Garsten ·  Goldhoorn · Hamdijk · Hardenberg · Hongerige Wolf · Kloostergare · Kopaf · Kostverloren · Kromme-Elleboog · Kroonpolder · Lutje Loug · Meerland · Munnekeveen · Napels · Niesoord · Nieuwe Statenzijl · Nieuwolda-Oost · Polderdwarsweg ·  (Winschoter) Oostereinde · Oostwolderhamrik · Oostwolderpolder · Oudedijk · Oudekerk · Oude Statenzijl · Oudezijl · Reiderwolderpolder · Scheemdermeer · Scheemderzwaag · Scheveklap · Sint-Vitusholt (of Achterholt) · Stadspolder · Stoksterhorn · Tranendal · Tutjeshut · Ulsda · Veenhuizen · Westeind · Winschoterhogebrug · Winschoterzijl · Zandhoogte · Zuiderveen 

Voormalige gemeenten: Reiderland · Scheemda · Winschoten

Groningen: Steden en dorpen      Nederland: Provincies · Gemeenten